# Halis Burhan
Halis Burhan (* 1933 in Petekli, Sürmene, Provinz Trabzon) ist ein ehemaliger türkischer General der Luftstreitkräfte (Hava Kuvvetleri), der zuletzt zwischen 1992 und 1995 Kommandeur der Luftstreitkräfte war.

## Leben
Burhan absolvierte seine Grund- und Sekundarschulbildung in Erzurum sowie an der renommierten Kuleli-Militärkadettenanstalt (Kuleli Askerî Lisesi). 1953 begann er seine Offiziersausbildung an der Luftwaffenschule (Hava Harp Okulu), die er 1955 als Fähnrich (Asteğmen) abschloss. Nach seiner Pilotenausbildung in Kanada wurde er am 29. August 1957 Pilot der zur 143. Staffel in Merzifon gehörenden 44. Fliegenden Gruppe sowie 1960 Pilot eines Jagdflugzeuges auf der 1. Luftwaffenbasis in Eskişehir. Er war danach vom 20. September 1965 bis zum 15. August 1967 Absolvent der Luftwaffenakademie (Hava Harp Akademisi) und fand daraufhin Verwendung als Ausbildungsoffizier in der Personalabteilung im Hauptquartier der Luftstreitkräfte, ehe er 1968 Offizier in der Operationsabteilung der 9. Luftwaffenbasis in Balıkesir wurde. Im Anschluss war er vom 21. August 1969 bis zum 30. August 1970 Kommandeur der zur 9. Luftwaffenbasis gehörenden 192. Staffel und wurde danach für zwei Jahre zum Hauptquartier der Alliierten Luftstreitkräfte der NATO AIRSOUTH (Allied Air Forces South Europe) nach Neapel abgeordnet.
Nach seiner Rückkehr in die Türkei wurde Burhan am 17. September 1972 Operationsplanungsoffizier in der Operationsabteilung im Hauptquartier der Luftstreitkräfte und fungierte im Anschluss zwischen 1973 und 1975 dort als Leiter des Referats für Operationsplanung, ehe er am 30. August 1975 Leiter der Operationsabteilung der 1. Luftwaffenbasis und zwei Jahre später am 29. August 1977 Generalsekretär im Hauptquartier der Luftstreitkräfte wurde.
Am 30. August 1978 wurde Burhan zum Brigadegeneral (Tuğgeneral) befördert und zum Kommandeur der 1. Luftwaffenbasis ernannt. Danach war er vom 21. August 1980 bis zum 30. August 1982 stellvertretender Leiter der Personalabteilung im Hauptquartier der Luftstreitkräfte sowie zusätzlich in Personalunion zwischen 1980 und 1981 dort auch stellvertretender Leiter der Operationsabteilung. Nach seiner Beförderung zum Generalmajor (Tümgeneral) am 30. August 1982 fungierte er zwischen 1982 und 1984 als Leiter der Personalabteilung im Hauptquartier der Luftstreitkräfte und danach von 1984 bis 1986 als stellvertretender Kommandeur des 2. Taktischen Luftwaffenkommando (2. Taktik Hava Kuvveti Komutanlığı) in Diyarbakır.
Burhan wurde am 30. August 1986 zum Generalleutnant (Korgeneral) und war anfangs Chef des Stabes der Luftstreitkräfte sowie danach 1988 bis 1990 Kommandeur des 1. Taktischen Luftwaffenkommando (1. Taktik Hava Kuvveti Komutanlığı) in Eskişehir. Danach wurde er am 20. August 1990 stellvertretender Vize-Chef des Generalstabes (Genelkurmay II. Başkan Yardımcılığı) und als solcher am 30. August 1990 auch zum General (Orgeneral) befördert. Am 23. August 1991 wurde er stellvertretender Kommandeur der Luftstreitkräfte.
Zuletzt wurde General Burhan am 20. August 1992 als Nachfolger von General Siyami Taştan Kommandeur der Luftstreitkräfte. Diesen Posten bekleidete er bis zu seinem Eintritt in den Ruhestand am 30. August 1995 und wurde im Anschluss durch General Ahmet Çörekçi abgelöst.
Burhan, der verheiratet und Vater zweier Kinder ist, spricht neben Türkisch auch Englisch. Für seine Verdienste wurde er unter anderem mit der Medaille der Türkischen Streitkräfte für herausragende Verdienste (Türk Silahlı Kuvvetleri Üstün Hizmet Madalyası) geehrt.